# Úhlejov
Úhlejov är en ort i Tjeckien. Den ligger i den centrala delen av landet, 100 km öster om huvudstaden Prag. Úhlejov ligger 433 meter över havet och antalet invånare är 113.
Terrängen runt Úhlejov är kuperad åt nordost, men åt sydväst är den platt.Runt Úhlejov är det ganska glesbefolkat, med 36 invånare per kvadratkilometer. Närmaste större samhälle är Dvůr Králové nad Labem, 9,0 km öster om Úhlejov. Omgivningarna runt Úhlejov är en mosaik av jordbruksmark och naturlig växtlighet.